# Modrowronka kalifornijska
Modrowronka kalifornijska (Aphelocoma californica) – gatunek średniej wielkości ptaka z rodziny krukowatych (Corvidae). Występuje w zachodnich Stanach Zjednoczonych i zachodnim Meksyku. Nie jest zagrożony.

## Systematyka
Takson ten po raz pierwszy opisał Nicholas Aylward Vigors w 1839 pod nazwą Garrulus californicus. Osobnik, na podstawie którego dokonano opisu, pochodził z hrabstwa Monterey. Dawniej A. californica łączono w jeden gatunek z A. insularis (modrowronka wyspowa), A. coerulescens (modrowronka zaroślowa) i A. woodhouseii (modrowronka leśna). W niewoli modrowronka kalifornijska może tworzyć hybrydy z modrowronką zaroślową (A. coerulescens), możliwe, że na wolności krzyżuje się z modrosójką czarnogłową (Cyanocitta stelleri). Możliwe, że ptaki podgatunku cana to hybrydy podgatunku nominatywnego i obscura. Niekiedy podgatunki immanis, caurina i oocleptica włączane są do nominatywnego. Proponowany podgatunek cactophila (centralna Kalifornia Dolna i północno-zachodni Meksyk) został włączony do hypoleuca.
Wyróżniono następujące podgatunki A. californica:
- A. californica immanis – południowo-zachodni stan Waszyngton i zachodni Oregon (północno-zachodnie Stany Zjednoczone)
- A. californica caurina – południowo-zachodni Oregon do centralnej Kalifornii
- A. californica oocleptica – południowy-centralny Oregon do południowo-centralnej Kalifornii i zachodniej Nevady
- A. californica californica – centralna Kalifornia
- A. californica cana – Park Narodowy Joshua Tree (południowo-wschodnia Kalifornia)
- A. californica obscura – południowo-zachodnia Kalifornia i północna Kalifornia Dolna (północno-zachodni Meksyk)
- A. californica hypoleuca – centralna i południowa Kalifornia Dolna

## Występowanie
Modrowronka kalifornijska zasiedla zachodnie Stany Zjednoczone oraz zachodni Meksyk, od zachodniego Waszyngtonu po Kalifornię Dolną, a także sąsiadujący z nią stan Sonora. Na rok 1998 dwukrotnie odnotowano obecność tego gatunku w Kanadzie – raz w Langley (Kolumbia Brytyjska), gdzie 8 listopada 1981 pojedynczy osobnik został zaobserwowany i sfotografowany, a drugi raz 28 lipca 1993 w Musqueam Park. Między 1980 a 1991 zgłoszono 3 obserwacje, jednak nie były poparte nagraniami lub zdjęciami; wiadomo, że jeden z tych osobników uciekł z niewoli.
Środowisko
Aphelocoma californica występuje od poziomu morza do wysokości 2400 m n.p.m., sporadycznie spotykana wyżej (np. w górach San Bernardino w Kalifornii). W stanie Nevada w większości zasiedla lasy jałowcowo-sosnowe, roślinność przy rzece lub strumieniu oraz górskie zarośla. Występuje także w terenach porośniętych bylicami. Są ptakami osiadłymi. Często można je spotkać w ogrodach.

## Morfologia

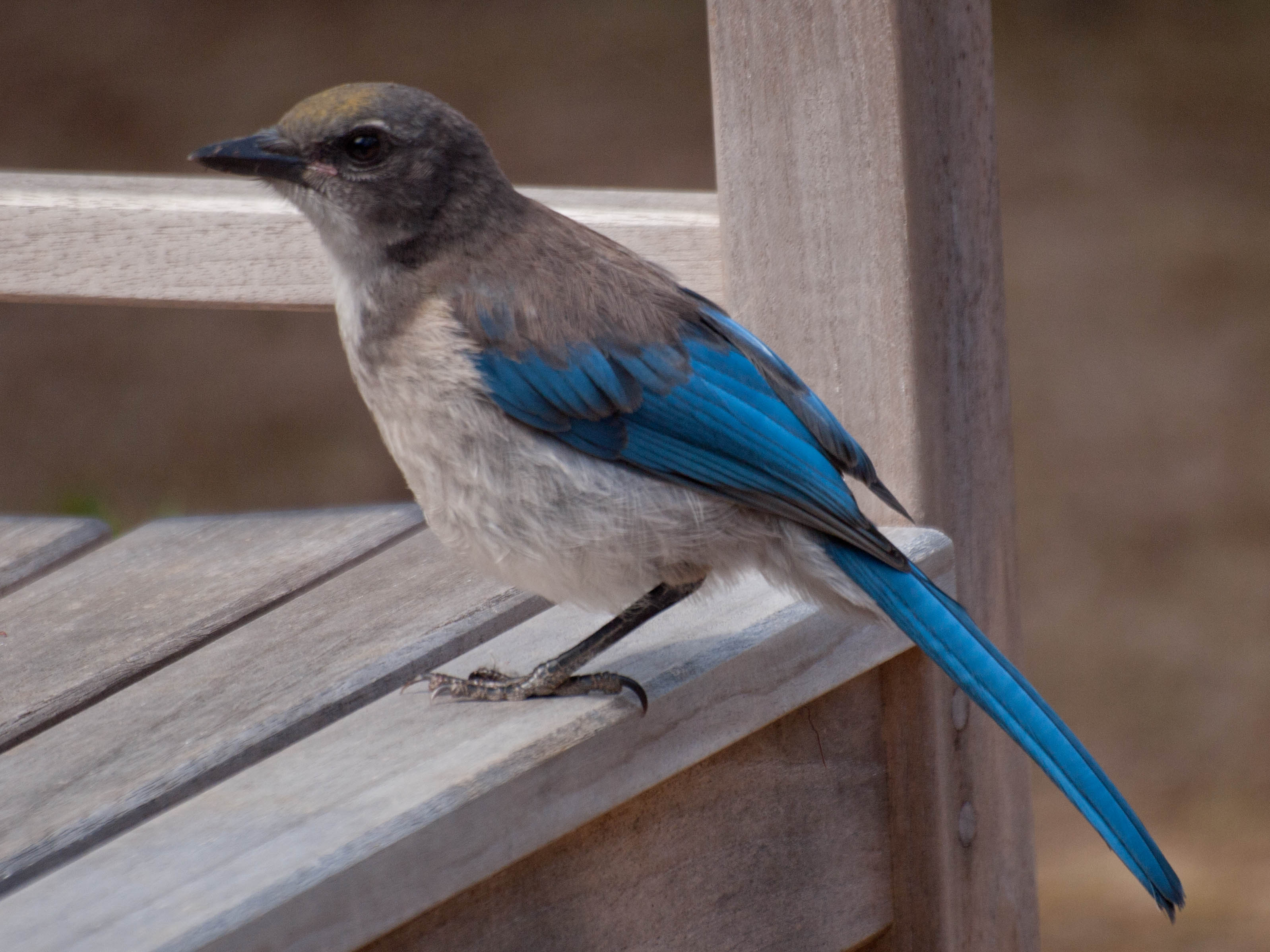
Osobnik młodociany. Santa Cruz (Kalifornia)

Długość ciała wynosi 27–31 cm, masa 75–80 g. Rozpiętość skrzydeł to około 38 cm (15 cali). U ptaka opisanego po raz pierwszy u Vigorsa długość skoku (łac. tarsus) wynosiła około 4,13 cm, dzioba (rostrum) ok. 3,2 cm (1,25 cali), a ogona 12,7 cm (5 cali).
Podgatunki różnią się wielkością, odcieniem barwy niebieskiej i wzorami na upierzeniu. U podgatunku nominatywnego głowa niebieska, zazwyczaj fioletowo zabarwiona. Wierzch ciała niebiesko-brązowo-szarawy, im bliżej kupra, tym bardziej niebieski. Spód ciała brudnobiały. Na piersi niekompletny, granatowofioletowy pas (nie łączy się na środku). Pokrywy podogonowe biało-niebieskie. Sterówki i lotki ciemnoniebieskie. Dziób na końcu lekko zagięty.
Podgatunek obscura mniejszy niż nominatywny, ciemniejszy. Osobniki z Parku Narodowego Joshua Tree, A. c. cana mniejsze, jaśniejsze i bardziej szarawe niż podgatunek nominatywny. Osobniki podgatunku hypoleuca są mniejsze, jaśniejsze, a ich głowa nie ma fioletowego odcienia, dziób nieco dłuższy. A. c. oocleptica cechują białe pokrywy podogonowe, większe rozmiary i bardziej fioletowa szyja.
Gatunki podobne do modrowronki kalifornijskiej to modrosójka błękitna (Cyanocitta cristata), modrosójka czarnogłowa (Cyanocitta stelleri), modrowroniec (Gymnorhinus cyanocephalus), modrowronka zaroślowa (Aphelocoma coerulescens), błękitnik meksykański (Sialia mexicana), łuszczyk lazurowy (Passerina amoena) oraz modrowronka dębowa (Aphelocoma wollweberi).

## Zachowanie
Modrowronka kalifornijska jest gatunkiem osiadłym. Ptaki tworzące parę przybywają razem w ciągu roku. Obserwacje prowadzone w lecie w Kalifornii wykazały, że większość aktywnego czasu A. californica poświęca na szukanie pożywienia (27–48%). 38–61% czasu zajmuje im przesiadywanie na gałęziach. Mimo tego tolerują obecność mniejszych od siebie ptaków w trakcie żerowania.
Podobnie jak inne gatunki z rodziny krukowatych, modrowronki kalifornijskie chowają swoje pożywienie i przez krótki okres pamiętają miejsce jego ukrycia. Porównując do bardziej wyspecjalizowanej orzechówki popielatej (Nucifraga columbiana), hipokamp (odpowiedzialny głównie za pamięć) modrowronek jest mniejszy. Jednak ich mózg jest podobnej wielkości co u euroazjatyckich krukowatych; wiadomo też, że posiadają pamięć epizodyczną i zdolność projekcji. Zapamiętują nie tylko sam fakt ukrycia pożywienia, ale i wygląd tego miejsca i czas, w którym to zrobiły.
Według badań naukowców z University of California ptaki te reagują na odnalezienie martwego osobnika swojego gatunku. By to zbadać, obserwowano reakcje modrowronek na wypchaną sowę, kawałek drewna pomalowany na niebiesko, z kreskami dookoła mającymi imitować pióra, wypchanego osobnika swojego gatunku w pozycji stojącej oraz martwego ptaka swojego gatunku. W przypadku sowy, ptaki zaczynały nawoływaniem ostrzegać inne osobniki. Na pomalowaną deskę nie zwracały uwagi. Wypchanego osobnika swojego gatunku usiłowały przepędzić, gdyż są to ptaki agresywne i terytorialne. Gdy zobaczyły martwą modrowronkę, wlatywały na drzewo i zaczynały głośno i piskliwie nawoływać, by zwrócić uwagę innych osobników. One również siadały na drzewie lub koło martwego ptaka. Czas nawoływań waha się od kilku sekund do pół godziny. Prawdopodobnie nie ma to związku z odczuciami ptaków, a z ostrzeganiem innych osobników przed zagrożeniem; jednak nie jest jasne, czemu zlatują się one w to miejsce, zamiast go unikać jako potencjalnie niebezpiecznego.
Pożywienie
Żołędzie, nasiona słonecznika, orzechy, małe jaszczurki, owady, owoce, a także ptasie jaja i pisklęta.
Głos
Modrowronka kalifornijska wydaje z siebie, głównie w locie, charakterystyczny odgłos, będący krótkim, ostrym, stosunkowo wysokim łip łip łip łip. Odzywa się w ten sposób, gdy goni innego osobnika celem przepędzenia go, nawołuje, obwieszcza terytorium lub zlatuje w ukrycie, uciekając przed drapieżnikiem.

## Lęgi
Są to ptaki monogamiczne. Okres lęgowy rozpoczyna się wczesnym marcem i trwa do późnego czerwca. Wielkość terytorium wynosi około trzech hektarów. Gniazdo mieści się na dębie, sośnie lub jałowcu, zwykle dobrze ukryte na wysokości od 0,9 do 9 m. Zewnętrzna warstwa zbudowana jest z gałązek, korzeni, trawy, mchu i łodyg; wyściółkę stanowią drobne korzonki i włosie. Nie zaobserwowano wyprowadzenia więcej niż jednego lęgu w ciągu sezonu. Zazwyczaj w lęgu jest 3–7 jaj, mają one wymiary ok. 27,6 na 20,5 mm. Mają kształt owalny i barwę zielonkawą, pokrywają je brązowe plamki. Inkubacja trwa 15 do 17 dni, wysiaduje jedynie samica, karmiona przez samca. Pisklęta opuszczają gniazdo po ok. 18 dniach. Z zaobrączkowanych ptaków najstarszy dożył 15 lat i 9 miesięcy.

## Status
IUCN uznaje modrowronkę kalifornijską za gatunek najmniejszej troski (LC, Least Concern). Należy jednak zaznaczyć, że IUCN stosuje inne, starsze ujęcie systematyczne (stan na 2021) i do A. californica nadal wlicza A. insularis (modrowronkę wyspową) i A. woodhouseii (modrowronkę leśną). Organizacja Partners in Flight w 2017 szacowała liczebność populacji na 2 miliony osobników (ale wliczając modrowronkę leśną). Trend liczebności populacji oceniany jest jako stabilny.